# TON Góra Jawor
TON Góra Jawor (Telewizyjny Ośrodek Nadawczy Góra Jawor) – wieża o wysokości 98 m i budynek zarządu, położone 741 m n.p.m., oddane do użytku w 2000 roku. Obiekt usytuowany jest na szczycie góry Jawor, nad Jeziorem Solińskim. Nadajnik, mimo statusu TON, emituje stacje radiowe i telewizyjne z mocami średnimi i pokrywa zasięgiem tereny w promieniu 40–60 km, m.in. Sanok, Brzozów, Zagórz, Lesko i Ustrzyki Dolne.

## Transmitowane programy

### Programy telewizyjne – cyfrowe
| Nazwa multipleksu | Częstotliwość | Kanał | Moc nadajnika | Polaryzacja | Kompresja |
| ----------------- | ------------- | ----- | ------------- | ----------- | --------- |
| MUX 1             | 722 MHz       | 52    | 20 kW         | pozioma     | MPEG-4    |
| MUX 2             | 562 MHz       | 32    | 20 kW         | pozioma     | MPEG-4    |
| MUX 3             | 538 MHz       | 29    | 20 kW         | pozioma     | MPEG-4    |
| MUX 8             | 184,5 MHz     | 6     | 1,1 kW        | pionowa     | MPEG-4    |

### Programy radiowe
| LP | Program                   | Właściciel                    | Częstotliwość | Moc nadajnika | Polaryzacja |
| -- | ------------------------- | ----------------------------- | ------------- | ------------- | ----------- |
| 1  | Polskie Radio Program I   | Polskie Radio S.A.            | 90,7 MHz      | 30 kW         | pozioma     |
| 2  | Polskie Radio Program III | Polskie Radio S.A.            | 96,3 MHz      | 30 kW         | pozioma     |
| 3  | Polskie Radio Rzeszów     | Polskie Radio S.A.            | 99,2 MHz      | 5 kW          | pionowa     |
| 4  | RMF FM                    | Radio Muzyka Fakty Sp. z o.o. | 101,1 MHz     | 30 kW         | pozioma     |
| 5  | Radio Zet                 | Radio Zet Sp. z o.o.          | 103,1 MHz     | 30 kW         | pozioma     |

Źródło.

## Nienadawane analogowe programy telewizyjne
| Lp. | Program | Właściciel       | Częstotliwość | Kanał | Moc nadajnika | Polaryzacja |
| --- | ------- | ---------------- | ------------- | ----- | ------------- | ----------- |
| 1   | TVP1    | Telewizja Polska | 583,25 MHz    | 35    | 50 kW         | pozioma     |
| 2   | TVP2    | Telewizja Polska | 719,25 MHz    | 52    | 50 kW         | pozioma     |
| 3   | Polsat  | Telewizja Polsat | 767,25 MHz    | 58    | 50 kW         | pozioma     |

Źródło.
Programy telewizji analogowej wyłączone 17 czerwca 2013 roku.